# 倫敦城市機場站
倫敦城市機場站（英語：London City Airport DLR station）是英國碼頭區輕便鐵路的一個車站，位於倫敦東部的倫敦城市機場附近。倫敦城市機場站是伍利奇阿森納支線的車站，開通於2005年12月2日。倫敦城市機場站位於紐漢區，位於倫敦第3收費區。

## 外部連結
- Street map of London City Airport DLR station from multimap.com （页面存档备份，存于）
- Docklands Light Railway website - London City Airport station page （页面存档备份，存于）